# Lijst van Nintendo GameCube-spellen
Dit is een lijst van computerspellen voor de Nintendo GameCube, gerangschikt op alfabetische volgorde.

## 0-9
- 007: Agent Under Fire
- 007: From Russia with Love
- 1080° Avalanche
- 18 Wheeler: American Pro Trucker
- 2 Games in 1: The Incredibles / Finding Nemo
- 2 Games in 1: The SpongeBob SquarePants Movie / SpongeBob SquarePants: Battle for Bikini Bottom
- 2 Games in 1: The SpongeBob SquarePants Movie / Tak 2: The Staff of Dreams
- 2002 FIFA World Cup
- 2006 FIFA World Cup: Germany
- 4x4 EVO 2

## A
- A Series of Unfortunate Events
- Aggressive Inline
- Ace Golf (Swingerz Golf in Noord-Amerika)
- Alien Hominid
- All-Star Baseball 2002
- All-Star Baseball 2003
- All-Star Baseball 2004'
- Amazing Island
- American Chopper 2: Full Throttle
- Animal Crossing
- Animal Leader (Cubivore: Survival of the Fittest in Noord-Amerika)
- Animaniacs: The Great Edgar Hunt
- Aquaman: Battle for Atlantis
- Army Men: Air Combat - The Elite Missions
- Army Men RTS: Real Time Strategy
- Army Men: Sarge's War
- Asterix & Obelix XXL
- ATV Quad Power Racing 2
- Auto Modellista
- Avatar: The Legend of Aang

## B
- Baas in Eigen Bos
- Backyard Baseball
- Backyard Football
- Backyard Baseball 2007
- Bad Boys II
- Bad Boys: Miami Takedown
- Baldur's Gate: Dark Alliance
- Barbarian
- Barnyard
- Baten Kaitos: Eternal Wings and the Lost Ocean
- Baten Kaitos Origins
- Batman Begins
- Batman: Dark Tomorrow
- Batman: Rise of Sin Tzu
- Batman: Vengeance
- Battalion Wars
- Battle Stadium D.O.N
- Beach Spikers
- Beyblade: Super Tournament Battle
- Beyblade Vforce
- Beyond Good & Evil
- Big Air Freestyle
- Big Mutha Truckers
- Billy Hatcher and the Giant Egg
- Bionicle: The Game
- Bionicle Heroes
- Black & Bruised
- Bleach GC: Tasogare Ni Mamieru Shinigami
- Blood Omen 2
- BloodRayne
- Bloody Roar: Primal Fury
- BlowOut
- BMX XXX
- Bobobo-bo Bo-bobo Dassutsu! Hajike Royale
- Bomberman Generation
- Bomberman Jetters
- Bomberman Land 2
- Bratz: Forever Diamondz
- Bratz: Rock Angelz
- Buffy the Vampire Slayer: Chaos Bleeds
- Burnout
- Burnout 2: Point of Impact
- Butt-Ugly Martians: Zoom or Doom

## C
- Cabela's Big Game Hunter 2005 Adventures
- Cabela's Dangerous Hunts 2
- Cabela's Outdoor Adventures
- Call of Duty: Finest Hour
- Call of Duty 2: Big Red One
- Capcom vs. SNK 2: Mark of the Millennium 2001
- Captain Tsubasa: Ōgon Sedai no Chōsen
- Carmen Sandiego: The Secret of the Stolen Drums
- Cars
- Casper: Spirit Dimensions
- Castle Shikigami 2: War of the Worlds (Shikigami no Shiro II  in Japan)
- Castleween (Spirits & Spells in de Verenigde Staten)
- Catwoman
- Cel Damage
- Chaosfield
- Charinko Hero
- Charlie's Angels
- Chibi-Robo!
- Chicken Little
- The Chronicles of Narnia: The Lion, the Witch and the Wardrobe
- Cocoto Funfair (Cocoto Magic Circus in Noord-Amerika)
- Cocoto Kart Racer
- Cocoto Platform Jumper
- Codename: Kids Next Door - Operation: V.I.D.E.O.G.A.M.E.
- Conan
- Conflict: Desert Storm
- Conflict: Desert Storm II (Conflict: Desert Storm II: Back to Baghdad in Noord-Amerika)
- Crash Bandicoot: The Wrath of Cortex
- Crash Nitro Kart
- Crash Tag Team Racing
- Crazy Taxi
- Cubix Robots for Everyone: Showdown
- Curious George
- Custom Robo

## D
- Dakar 2: The World's Ultimate Rally
- Dancing Stage: Mario Mix (Dance Dance Revolution Mario Mix in Noord-Amerika)
- Dark Summit
- Darkened Skye
- Dave Mirra Freestyle BMX 2
- Dead to Rights
- Defender
- Def Jam Vendetta
- Def Jam: Fight for NY
- Die Hard: Vendetta
- Digimon Rumble Arena 2
- Digimon World 4
- Dinotopia: The Sunstone Odyssey
- Disney's Extreme Skate Adventure
- Disney's Hide and Sneak
- Disney's Magical Mirror Starring Mickey Mouse
- Disney's Party
- Disney's PK: Out of the Shadows
- Disney Sports Basketball
- Disney Sports Football
- Disney Sports Skateboarding
- Disney Sports Soccer
- Disney's Tarzan: Freeride (Disney's Tarzan Untamed in Noord-Amerika)
- Dokapon DX: Wataru Sekai wa Oni Darake
- Donald Duck: Quack Attack (Donald Duck: Goin' Quackers buiten Europa)
- Donkey Kong Jungle Beat
- Donkey Konga
- Donkey Konga 2
- Donkey Konga 3
- Dora: Reis naar de Paarse Planeet (Dora the Explorer: Journey to the Purple Planet in Noord-Amerika)
- Doraemon: Minna de Asobō! Minidorando
- Doshin the Giant
- Downtown Run (City Racer in Noord-Amerika)
- Dr. Muto
- Dragon Ball Z: Budokai
- Dragon Ball Z: Budokai 2
- Dragon Ball Z: Sagas
- Dragon Drive: D-Masters Shot
- Dragon's Lair 3D: Return to the Lair
- DreamMix TV World Fighters
- Driven
- Drome Racers
- Duel Masters

## E
- Ed, Edd n Eddy: The Mis-Edventures
- Eggo Mania (Egg Mania: Eggstreme Madness in Noord-Amerika)
- Eisei Meijin VI
- Enter the Matrix
- ESPN International Winter Sports 2002
- ESPN MLS ExtraTime 2002
- Eternal Darkness: Sanity's Requiem
- Evolution Skateboarding
- Evolution Snowboarding
- Evolution Worlds

## F
- F1 2002
- F1 Career Challenge
- The Fairly OddParents: Breakin' da Rules
- The Fairly OddParents: Shadow Showdown
- Family Stadium 2003
- Fantastic Four (Fantastic 4 in Noord-Amerika)
- FIFA Football 2002 (FIFA Soccer 2002 in Noord-Amerika)
- FIFA Football 2003 (FIFA Soccer 2003 in Noord-Amerika)
- FIFA Football 2004 (FIFA Soccer 2004 in Noord-Amerika)
- FIFA 06 (FIFA Soccer 06 in Noord-Amerika)
- FIFA 07 (FIFA Soccer 07 in Noord-Amerika)
- FIFA Street
- FIFA Street 2
- FIFA World Cup 2006 - Germany
- Fight Night Round 2
- Final Fantasy Crystal Chronicles
- Finding Nemo
- Fire Blade
- Fire Emblem: Path of Radiance
- Flushed Away
- Franklin: A Birthday Surprise
- Freaky Flyers
- Freedom Fighters
- Freekstyle
- Freestyle MetalX
- Freestyle Street Soccer
- Frogger Beyond
- Frogger's Adventures: The Rescue
- Frogger: Ancient Shadow
- Future GPX Cyber Formula: Road to the Evolution
- Future Tactics: The Uprising
- F-Zero GX

## G
- Gadget Racers (Road Trip: The Arcade Edition in Noord-Amerika)
- Gakuen Toshi Vara Noir
- Gauntlet Dark Legacy
- Geist
- Gekitō Pro Yakyū
- Generation of Chaos Exceed
- Giftpia
- Gladius
- Go! Go! Hypergrind
- Goblin Commander: Unleash the Horde
- Godzilla: Destroy All Monsters Melee
- GoldenEye: Rogue Agent
- Gotcha Force
- The Grim Adventures of Billy & Mandy
- Grooverider: Slot Car Thunder
- GT Cube
- Gun

## H
- Happy Feet
- Harry Potter en de Geheime Kamer
- Harry Potter en de Vuurbeker
- Harry Potter en de Gevangene van Azkaban
- Harry Potter en de Steen der Wijzen
- Harry Potter: WK Zwerkbal
- Harvest Moon: A Wonderful Life
- Harvest Moon: Another Wonderful Life
- Harvest Moon: Magical Melody
- Haunted Mansion
- Hello Kitty: Roller Rescue
- Hikaru no Go 3
- Hitman: Silent Assassin
- The Hobbit
- Home Run King
- Homeland
- Hot Wheels Velocity X
- Hot Wheels World Race
- Hudson Selection Vol. 1: Lode Runner
- Hudson Selection Vol. 2: Star Soldier
- Hudson Selection Vol. 3: Bonk's Adventure
- Hudson Selection Vol. 4: Adventure Island
- Hulk
- Hunter: The Reckoning

## I
- Ice Age 2: The Meltdown
- Ikaruga
- The Incredible Hulk: Ultimate Destruction
- The Incredibles
- The Incredibles: Rise of the Underminer
- I-Ninja
- Intellivision Lives!
- International Superstar Soccer 2
- International Superstar Soccer 3
- The Italian Job

## J
- James Bond 007: Everything or Nothing
- James Bond 007: Nightfire
- Jeremy McGrath Supercross World
- Jimmy Neutron: Boy Genius
- Jimmy Neutron: Boy Genius: Jet Fusion
- Judge Dredd: Dredd Vs. Death

## K
- Kao the Kangaroo Round 2
- Karaoke Revolution Party
- Kelly Slater's Pro Surfer
- Kidō Senshi Gundam: Senshitachi no Kiseki
- Killer7
- King Arthur
- Kirby Air Ride
- Kiwame Mahjong DX2
- Knights of the Temple: Infernal Crusade
- Knockout Kings 2003
- Knorretje Kleine Grote Held (Piglet's Big Game in Noord-Amerika)
- Konjiki no Gash Bell!! Yūjō no Tag Battle Full Power
- Korokke! Ban-Ō no Kiki o Sukue
- Kururin Squash!

## L
- Largo Winch: Empire Under Threat
- Legend of Golfer
- The Legend of the Quiz Tournament of Champions
- The Legend of Zelda: Collector's Edition
- The Legend of Zelda: Four Swords Adventures
- The Legend of Zelda: Ocarina of Time / Master Quest
- The Legend of Zelda: Twilight Princess
- The Legend of Zelda: The Wind Waker
- De Legende van Spyro: Een Draak is Geboren (Engelse titel: The Legend of Spyro: A New Beginning)
- Legends of Wrestling
- Legends of Wrestling II
- LEGO Star Wars: The Video Game
- LEGO Star Wars II: The Original Trilogy
- Lemony Snicket's A Series of Unfortunate Events
- Looney Tunes: Back in Action
- The Lord of the Rings: The Return of the King
- The Lord of the Rings: The Third Age
- The Lord of the Rings: The Two Towers
- Lost Kingdoms
- Lost Kingdoms II
- Lotus Challenge
- Luigi's Mansion
- Lupin Sansei: Umi ni Kieta Hihou

## M
- Madagascar
- Madden NFL 2002
- Madden NFL 2003
- Madden NFL 2004
- Madden NFL 2005
- Madden NFL 06
- Madden NFL 07
- Madden NFL 08
- Major League Baseball 2K6
- Mario Golf: Toadstool Tour
- Mario Kart: Double Dash!!
- Mario Party 4
- Mario Party 5
- Mario Party 6
- Mario Party 7
- Mario Power Tennis
- Mario Smash Football (Super Mario Strikers in Noord-Amerika)
- Mario Superstar Baseball
- Mark Davis Pro Bass Challenge
- Marvel Nemesis: Rise of the Imperfects
- Mary-Kate and Ashley: Sweet 16
- Mat Hoffman's Pro BMX 2
- MaxPlay Classic Games Volume 1
- MC Groovz Dance Craze
- Medabots Infinity
- Medal of Honor: European Assault
- Medal of Honor: Frontline
- Medal of Honor: Rising Sun
- Meet the Robinsons
- Mega Man Anniversary Collection
- Mega Man Network Transmission
- Mega Man X Collection
- Mega Man X: Command Mission
- Men in Black II: Alien Escape
- Mercedes-Benz World Racing
- Metal Arms: Glitch in the System
- Metal Gear Solid: The Twin Snakes
- Metroid Prime
- Metroid Prime 2: Echoes
- Micro Machines
- Midway Arcade Treasures
- Midway Arcade Treasures 2
- Midway Arcade Treasures 3
- Minority Report: Everybody Runs
- Mission: Impossible - Operation Surma
- MLB Slugfest 20-03
- MLB Slugfest 20-04
- Mobile Suit Gundam: Gundam vs. Zeta Gundam
- Momotarō Dentetsu 11: Black Bombee Shutsugen! No Maki
- Momotarō Dentetsu 12: Nishinihon Hen mo ari Masse!
- Monopoly Party
- Monster 4x4: Masters of Metal
- Monster House
- Monster Jam: Maximum Destruction
- Monsters, Inc. Scream Arena
- Mortal Kombat: Deadly Alliance
- Mortal Kombat: Deception
- Mr. Driller: Drill Land
- Muppets Party Cruise
- Muscle Champion: Kinnikujima no Kessen
- Mutsu Tonohohon
- MVP Baseball 2004
- MVP Baseball 2005
- MX Super Fly (MX Superfly in Noord-Amerika)
- Mystic Heroes
- Namco Museum
- Namco Museum 50th Anniversary

## N
- Naruto: Clash of Ninja
- Naruto: Clash of Ninja 2
- Naruto: Gekitō Ninja Taisen! 3
- Naruto: Gekitō Ninja Taisen! 4
- NASCAR 2005: Chase for the Cup
- NASCAR Thunder 2003
- NASCAR: Dirt to Daytona
- NBA 2K2
- NBA 2K3
- NBA Courtside 2002
- NBA Live 2003
- NBA Live 2004
- NBA Live 2005
- NBA Live 06
- NBA Street
- NBA Street Vol. 2
- NBA Street V3
- NCAA College Basketball 2K3
- NCAA College Football 2K3
- NCAA Football 2003
- NCAA Football 2004
- NCAA Football 2005
- Need for Speed: Carbon
- Need for Speed: Hot Pursuit 2
- Need for Speed: Most Wanted
- Need for Speed: Underground
- Need for Speed: Underground 2
- Neighbours from Hell
- NFL 2K3
- NFL Blitz 20-02
- NFL Blitz 20-03
- NFL Blitz Pro
- NFL QB Club 2002
- NFL Street
- NFL Street 2
- NHL 2003
- NHL 2004
- NHL 2005
- NHL 06
- NHL 2K3
- NHL Hitz 2002
- NHL Hitz 2003
- NHL Hitz Pro
- Nickelodeon Party Blast
- Nicktoons: Battle for Volcano Island
- Nintendo Puzzle Collection

## O
- Ohenro-San
- One Piece: Grand Battle! 3
- One Piece: Grand Adventure
- One Piece: Pirates' Carnival
- One Piece: Treasure Battle!
- Open Season
- Outlaw Golf
- Over the Hedge

## P
- P.N.03
- Pac-Man Fever
- Pac-Man Vs.
- Pac-Man World 2
- Pac-Man World 3
- Pac-Man Rally (Pac-Man World Rally in Noord-Amerika)
- Paper Mario: The Thousand-Year Door
- Peter Jackson's King Kong: The Official Game of the Movie
- Phantasy Star Online Episode I & II
- Phantasy Star Online Episode III: C.A.R.D. Revolution
- Pikmin
- Pikmin 2
- Pinball Hall of Fame: The Gottlieb Collection
- Pitfall: The Lost Expedition
- Pokémon Box: Ruby and Sapphire
- Pokémon Channel
- Pokémon Colosseum
- Pokémon XD: Gale of Darkness
- The Polar Express
- Pool Edge
- Pool Paradise
- Power Rangers Dino Thunder
- The Powerpuff Girls: Relish Rampage
- Prince of Persia: The Sands of Time
- Prince of Persia: The Two Thrones
- Prince of Persia: Warrior Within
- Pro Rally
- Pro Tennis WTA Tour (WTA Tour Tennis in Noord-Amerika)
- Puyo Pop Fever

## R
- R: Racing (R: Racing Evolution in Noord-Amerika)
- Radirgy
- Rally Championship
- Rampage: Total Destruction
- Ratatouille
- Rave Master
- Rayman 3: Hoodlum Havoc
- Rayman M (Rayman Arena in Noord-Amerika)
- Red Faction II
- RedCard (RedCard 20-03 in Noord-Amerika)
- Rei Fighter Gekitsui Senki
- Reign of Fire
- Resident Evil
- Resident Evil 2
- Resident Evil 3: Nemesis
- Resident Evil 4
- Resident Evil Code: Veronica
- Resident Evil Zero
- Ribbit King
- RoadKill
- RoboCop
- Robotech: Battlecry
- Robots
- Rocket Power: Beach Bandits
- Rocky
- Rogue Ops
- Rugrats: Royal Ransom

## S
- Samurai Jack: The Shadow of Aku
- Scaler
- Scooby Doo! Mystery Mayhem
- Scooby-Doo! Night of 100 Frights
- Scooby-Doo! Unmasked
- The Scorpion King: Rise of the Akkadian
- SD Gundam Gashapon Wars
- Second Sight
- Sega Soccer Slam
- Serious Sam: Next Encounter
- Shark Tale
- Shaman King: Soul Fight
- Shamu's Deep Sea Adventures
- Shonen Jump's One Piece: Grand Battle! (One Piece: Grand Battle! Rush in Japan)
- Shrek 2
- Shrek Extra Large
- Shrek Smash n' Crash Racing
- Shrek Super Party
- Shrek SuperSlam
- The Simpsons Hit & Run
- The Simpsons Skateboarding
- The Simpsons: Road Rage
- The Sims
- De Sims 2
- De Sims 2: Huisdieren
- The Sims: Erop Uit! (The Sims Bustin' Out in Noord-Amerika)
- Sjakie en de chocoladefabriek
- Skies of Arcadia Legends
- Smashing Drive
- Smuggler's Run: Warzones
- Sonic Adventure DX: Director's Cut
- Sonic Adventure 2 Battle
- Sonic Gems Collection
- Sonic Heroes
- Sonic Mega Collection
- Sonic Riders
- Soulcalibur II
- Space Invaders: Invasion Day (Space Raiders in Noord-Amerika)
- Spartan: Total Warrior
- Spawn: Armageddon
- Special Jinsei Game
- Speed Challenge: Jacques Villeneuve's Racing Vision
- Speed Kings
- Sphinx and the Cursed Mummy
- Spider-Man
- Spider-Man 2
- SpongeBob SquarePants: Battle for Bikini Bottom
- SpongeBob Squarepants: Creatuur van de Krokante Krab (SpongeBob Squarepants: Creature from the Krusty Krab in Noord-Amerika)
- SpongeBob SquarePants: Lights, Camera, Pants!
- The SpongeBob SquarePants Movie
- SpongeBob SquarePants: Revenge of the Flying Dutchman
- SpongeBob Squarepants en zijn vrienden: Samen Staan ze Sterk! (Nicktoons Unite! in Noord-Amerika)
- SpyHunter
- Spyro: A Hero's Tail
- Spyro: Enter the Dragonfly
- SSX 3
- SSX on Tour
- SSX Tricky
- Star Fox Adventures
- Star Fox: Assault
- Star Wars: Bounty Hunter
- Star Wars Jedi Knight II: Jedi Outcast
- Star Wars Rogue Squadron II: Rogue Leader
- Star Wars Rogue Squadron III: Rebel Strike
- Star Wars: The Clone Wars
- Starsky & Hutch
- Street Hoops
- Street Racing Syndicate
- Strike Force Bowling
- The Sum of All Fears
- Summoner: A Goddess Reborn
- Super Bubble Pop
- Super Mario Sunshine
- Super Monkey Ball
- Super Monkey Ball 2
- Super Monkey Ball Adventure
- Super Robot Wars GC
- Super Smash Bros. Melee
- Superman: Shadow of Apokolips
- Surf's Up
- SX Superstar

## T
- Tak and the Power of Juju
- Tak: The Great Juju Challenge
- Tak 2: The Staff of Dreams
- Tales of Symphonia
- Taxi 3
- Taz: Wanted
- Teen Titans
- Teenage Mutant Ninja Turtles
- Teenage Mutant Ninja Turtles 2: Battle Nexus
- Teenage Mutant Ninja Turtles 3: Mutant Nightmare
- Teenage Mutant Ninja Turtles: Mutant Melee (TMNT: Mutant Melee in Noord-Amerika)
- Tengai Makyō II: Manjimaru
- Tensai Bit-Kun: Gramon Battle
- Terminator 3: The Redemption
- Tetris Worlds
- Tiger Woods PGA Tour 2003
- Tiger Woods PGA Tour 2004
- Tiger Woods PGA Tour 2005
- Tiger Woods PGA Tour 06
- TimeSplitters 2
- TimeSplitters: Future Perfect
- TMNT
- Tom en Jerry in de Strijd der Snorharen (Tom and Jerry in War of the Whiskers in Noord-Amerika)
- Tom Clancy's Ghost Recon
- Tom Clancy's Ghost Recon 2
- Tom Clancy's Rainbow Six: Lockdown
- Tom Clancy's Rainbow Six 3
- Tom Clancy's Splinter Cell
- Tom Clancy's Splinter Cell: Chaos Theory
- Tom Clancy's Splinter Cell: Double Agent
- Tom Clancy's Splinter Cell: Pandora Tomorrow
- Tomb Raider: Legend
- Tonka: Rescue Patrol
- Tony Hawk's Pro Skater 3
- Tony Hawk's Pro Skater 4
- Tony Hawk's Underground
- Tony Hawk's Underground 2
- Tony Hawk's American Wasteland
- Top Angler: Real Bass Fishing
- Top Gun: Combat Zones
- The Tower of Druaga
- TransWorld Surf: Next Wave
- Trigger Man
- True Crime: New York City
- True Crime: Streets of LA
- Tube Slider
- Turok: Evolution
- Ty the Tasmanian Tiger
- Ty the Tasmanian Tiger 2: Bush Rescue
- Ty the Tasmanian Tiger 3: Night of the Quinkan
- UEFA Champions League 2004-2005
- UFC: Throwdown
- Ultimate Muscle: Legends vs. New Generation
- Ultimate Spider-Man

## U
- Universal Studios Theme Parks Adventure
- The Urbz: Sims in the City

## V
- V-Rally 3
- Vexx
- Viewtiful Joe
- Viewtiful Joe 2
- Viewtiful Joe: Red Hot Rumble
- Virtua Quest
- Virtua Striker 3

## W
- Wallace & Gromit in Project Zoo
- Wario World
- WarioWare, Inc.: Minigame Mania (WarioWare, Inc.: Mega Microgames! in Noord-Amerika)
- Wave Race: Blue Storm
- Whirl Tour
- Winnie de Poeh en het Knaagje in zijn Maagje (Winnie the Pooh's Rumbly Tumbly Adventure in Noord-Amerika)
- World Championship Poker
- World Series of Poker
- World Soccer Winning Eleven 6 Final Evolution
- Worms 3D
- Worms Blast
- Wreckless: The Yakuza Missions
- WWE Crush Hour
- WWE Day of Reckoning
- WWE Day of Reckoning 2
- WWE WrestleMania X8
- WWE WrestleMania XIX

## X
- X-Men Legends
- X-Men Legends II: Rise of Apocalypse
- X-Men: Next Dimension
- X-Men: The Official Game
- X2: Wolverine's Revenge
- XG3: Extreme G Racing
- XGRA: Extreme G Racing Association
- XIII

## Y
- Yu-Gi-Oh! The Falsebound Kingdom

## Z
- Zapper: De Ondeugende Krekel (Zapper: One Wicked Cricket in Noord-Amerika)
- Zatch Bell! Mamodo Battles
- Zatch Bell! Mamodo Fury
- Zoids VS
- Zoids VS II (Zoids: Battle Legends in Noord-Amerika)
- Zoids VS III
- Zoids: Full Metal Crash
- ZooCube

- Dit artikel of een eerdere versie ervan is een (gedeeltelijke) vertaling van het artikel List of Nintendo GameCube games op de Engelstalige Wikipedia, dat onder de licentie Creative Commons Naamsvermelding/Gelijk delen valt. Zie de bewerkingsgeschiedenis aldaar.